# 陸琇
陸 琇（りく しゅう、? - 501年）は、北魏の官僚。字は伯琳。本貫は代郡。

## 経歴
陸馛の五男として生まれた。母は赫連氏。陸馛が死去すると、陸琇は建安王の爵位を嗣いだ。沈毅で寡黙な性格であり、読書を好んだ。功臣の子孫として侍御長・給事中となり、黄門侍郎に転じた。太常少卿・散騎常侍・太子左詹事・領北海王師・光禄大夫に任じられ、祠部尚書・司州大中正に転じた。497年（太和21年）、従兄の陸叡の事件に連座して免官された。500年（景明元年）、河内郡太守を代行した。501年（景明2年）、咸陽王元禧が反乱を計画し、子の元曇和と尹仵期・薛継祖らに河内を占拠させようとした。元禧が敗死すると、陸琇は元曇和を斬首した。しかし陸琇は元禧と情を通じていたものと糾弾されて、廷尉に取り調べられた。廷尉少卿の崔振が罪状を糾明して、陸琇が反乱に加担していたものと断定され、陸氏の一族はみな逮捕・収監された。陸琇は恩赦が出る前に獄死した。弟の陸凱が冤罪を訴えて、宣武帝により陸琇の爵位は追って回復された。
子の陸景祚が後を嗣いだ。

## 伝記資料
- 『魏書』巻40 列伝第28
- 『北史』巻28 列伝第16